# زوركي
الزوركي (زْوَرَکَیْ، أي الفتحة الصغيرة، اسم مذكر؛ ويسمى زبرک بالفارسية) شكلة مستعملة في اللغة البشتوية للدلالة على تلفظ الصوت ‎/ə/‏.‏ تكتب كالفتحة العربية لكن منبسطة أفقية؛ ٙ.
مثال
- بٙل ‎[bəl]‏ «آخَر» ≠ بَل ‎[bal]‏ «مشتعِل».
- زړٙه ‎[zɺə]‏ «قَلْب» ≠ زړَه ‎[zaɺa]‏ «قديمة».[4]

يونيكود
| يونيكود Codepoint | U+0659          |
| Unicode-Name      | ARABIC ZWARAKAY |